# كوزيمو روسيلي
كوزيمو روسيلي (بالإيطالية: Cosimo Rosselli)‏ (و. 1439 – 1507 م) هو رسام ولد في فلورنسا.
توفي في فلورنسا.

## أعمال بارزة
من أهم أعماله:
- Descent from Mount Sinai
- Last Supper.